# SNS Reaal
SNS REAAL es una institución financiera holandesa aseguradora y de banca que se centra en el mercado privado y de las pequeñas y medianas empresas. Desde su nacionalización el 1 de febrero de 2013 es una corporación estatal. Los servicios a clientes privados y corporativos son principalmente de SNS Bank y REAAL. SNS Bank sirve a sus clientes mediante sus propias oficinas, intermediarios independientes, internet o telefonía. REAAL vende sus productos y servicios exclusivamente mediante brokers independientes. Los activos alcanzaron los €132.000 millones a final de 2011. SNS tiene en torno a 7.000 empleados sobre la base de tiempo completo equivalente. Tiene su sede en Utrecht.

## Historia
SNS fue listada en la bolsa de valores Euronext Ámsterdam desde el 18 de mayo de 2006 hasta el 31 de enero de 2013. La "Fundación SNS REAAL" vendió parte de sus acciones, su participación bajó del 100% al 65,5%. La venta resultó en unos ingresos de €950 millones. A finales de 2006, la capitalización de SNS alcanzaba los €3.900 millones.

## Adquisiciones
SNS con el dinero obtenido de la OPV de acciones realizó las siguientes adquisiciones entre 2006 y 2007.

### Bouwfonds
En verano de 2006, fue adquirida la firma Bouwfonds Property Finance (BPF), que era parte de Bouwfonds Nederlandse Gemeenten NV, una antigua compañía semipública que principalmente estaba centrada en hipotecas y casas de propiedad. El fondo fue enteramente privatizado en 2006, porque las municipalidades vendieron sus acciones al nuevo propietario, ABN AMRO. En 2006, BPF tuvo un beneficio neto de €87 millones. Después de la adquisición la firma reanudó sus actividades bajo el nombre de SNS Property Finance.
El vendedor ABN AMRO recibió €810 millones. SNS REAAL fortaleció de esta manera su posición en el mercado de las pequeñas y medianas empresa, y redujo su dependencia del mercado de hipotecas. A final de 2006, la cartera de SNS Property Finance estaba valorada en 8.800 millones, de la cual el 77% estaba en los Países Bajos. Finalmente esta adquisición resultó desastrosa para SNS REAAL. La depreciación inmobiliaria finalmente llevó a la forzada nacionalización de SNS REAAL el 1 de febrero de 2013.

### AXA
A principio de junio de 2007 fue anunciado que SNS Reaal tomaba el control de las actividades holandesas del grupo asegurador francés AXA por una suma de €1.750 millones. Esto fue parcialmente financiado con la emisión de nuevas acciones. Después de la adquisición, SNS era el quinto asegurado en el mercado holandés. Solo Eureko, ING, Fortis y Aviva tenían un porcentaje mayor.

### Zwitserleven
En noviembre de 2007 SNS REAAL y Swiss Life anunciaron que las actividades holandesas y belgas de Zwitserleven pasaban a manos de SNS REAAL. SNS se convirtió en el segundo operador en seguros de vida y de pensiones en los Países Bajos. Los productos de seguros de vida y pensiones de Winterthur, AXA y de SNS continuaron entonces bajo la marca Zwitserleven. SNS pagó más de €1.500 millones, que es casi 17 veces el beneficio anual de la adquisición.

## Resultados financieros
| Año  | Volumen de negocio | Beneficio neto   | Balance       | Empleados |
| ---- | ------------------ | ---------------- | ------------- | --------- |
| 2011 | € 6.119.000        | € 87 millones    | € 132.174.000 | 6928      |
| 2010 | € 7.068.000        | - € 260 millones | € 127.713.000 | 7113      |
| 2009 | € 8.497.000        | € 17 millones    | € 128.900.000 | 7520      |
| 2008 | € 5.137.000        | - € 504 millones | € 125.359.000 | 7535      |
| 2007 | € 4.543.000        | € 465 millones   | € 103.074.000 | 6713      |

## Nacionalización
Como resultado directo de la crisis de crédito SNS recibió €750 millones del gobierno holandés en noviembre.
El 1 de febrero de 2013 el ministro de finanzas holandés, Jeroen Dijsselbloem, anunció la decisión de expropiar las acciones y activos de SNS REAAL y SNS Bank NV en relación con la estabilidad del sistema financiero, así llevando el banco bajo control del Estado. El coste inicial de la nacionalización fue estimado en 3.700 millones de euros. A diferencia de muchos otros rescates bancarios europeos previos, los tenedores de bonos junior no fueron rescatados y perdieron su inversión completamente, aunque los tenedores de bonos senior aun fueron protegidos.